# Ernest McLean
Ernest McLean (New Orleans, 1926 – Los Angeles, 24 februari 2012) was een Amerikaanse R&B gitarist.

## Carrière
McLean speelde vanaf 1946 in de band van Dave Bartholomew, de huisband van de J&M studio van Cosimo Matassa. De kerngroep van de sessiemuzikanten bestond naast McLean uit de blazers Alvin Tyler, Lee Allen en Herbert Hardesty, de drummers Earl Palmer en Charles "Hungry" Williams en bassist Frank Fields.
McLean was volgens Red Tyler de belangrijkste gitarist op de opnames in de studio's van Cosimo Matassa. Hij is te horen op de platen van Little Richard, Lloyd Price en Fats Domino.
In de late jaren 1950 verhuisde McLean naar Los Angeles, waar hij speelde met Earl Bostic.
In 1968 speelde hij mandoline op het Dr. John album Gris-Gris.